# Televizní film

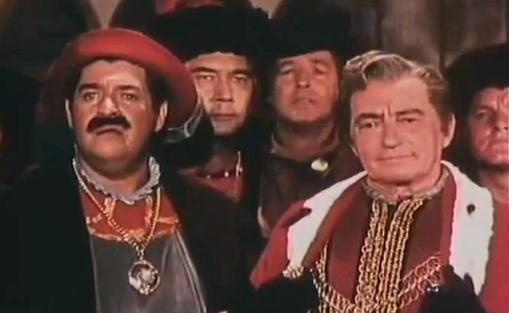
Televizní film The Piper of Hamelin z roku 1957.

Televizní film je označení pro takové filmové nebo jiné audiovizuální dílo, které primárně vzniklo pouze a výhradně pro uvádění v televizi, není tedy určeno pro promítání v kinech, a to bez ohledu na to, zdali bylo natočeno klasickou televizní technikou, nebo bylo použito běžné filmové techniky. Některé televizní filmy mohou být rozděleny do více dílů, obvykle však ne více než do tří.
Obdobným dílem, ovšem s významným prvkem seriality, jsou televizní seriály.

## Historie
V dřívějších dobách se obvykle jednalo i o velmi zásadní technický rozdíl, neboť televizní technika (vlivem svého pozdějšího vzniku, způsobu televizního provozu a komerčního a ekonomického zabezpečení) byla jen velmi málo kompatibilní s prostředky běžně využívanými klasickou kinematografií. Běžný analogový televizní záznam obrazu (analogový videozáznam) šlo jen velice obtížně přenášet na filmový pás a poté jej promítat v kinech.
Televizní film kdysi tvořil zcela samostatnou a specifickou část kinematografie, která se od klasické kinematografie zpočátku výrazně odlišovala nejen technicky a organizačně, ale i používanými tvůrčími a uměleckými postupy.

## Současnost
V současnosti, s prudkým rozvojem elektroniky a digitální techniky, tyto technické a umělecké komplikace postupně mizí, takže je možné totéž audiovizuální dílo zpracovat jak ve formě klasického filmu určeného pro promítání v kinech, tak pro uvádění v televizi – například český film Saturnin byl uváděn také jako stejnojmenný televizní seriál.
Rozdíly se postupně stírají a oba systémy jsou dnes technicky běžně převoditelné. Česká filmová pohádka Anděl Páně režiséra Jiřího Stracha byla původně zamýšlena jakožto klasický televizní film, nakonec ale byla běžně promítána v kinech.